# Lago Bant
El lago Bant (en alemán: Bantersee) es un lago situado en la región administrativa de Friesland, al norte del estado de Baja Sajonia (Alemania); tiene una longitud de unos 2.5 km y una anchura de medio kilómetro. 

## Historia
Fue originalmente parte de un puerto creado en la bahía de Jade para un uso industrial y militar, para almacenar instalaciones navales, y como una base para submarinos. En la actualidad está separado del puerto y es usado principalmente con fines turísticos y recreativos.